# Alexander Robotnick
Alexander Robotnick, pseudonimo di Maurizio Dami (Firenze, 1950), è un produttore discografico, disc jockey e compositore italiano considerato una figura di culto nel panorama new wave e Italo disco.

## Carriera
Nato a Firenze, Dami intraprese la sua carriera di musicista fondando, tra la fine degli anni Settanta e i primi anni Ottanta, gli Avida, un gruppo musicale dance-cabaret assieme a Daniele Trambusti e Stefano Fuochi. Nel 1983 invece diede avvio alla sua carriera di artista italo disco, sotto lo pseudonimo di "Alexander Robotnick", pubblicando Problèmes d'amour (primo disco considerato ufficialmente come sonorità house). Distribuita dalla Materiali Sonori e poi dalla Sire-Wea, ottenne subito un grande successo e divenne una delle canzoni di culto del genere. La traccia è contenuta nel suo album di debutto Ce N'est Q'un Début (1984), ove confluiscono "elementi post-kraftwerkiani, suggestioni mutant disco newyorkesi, esotismi francofoni e una versione più stilizzata e sobria della vitalità fumettistica anima il coevo Maurizio Marsico". Nel 1984 entrò a far parte dei Giovanotti Mondani Meccanici, un gruppo multimediale principalmente orientato alla composizione di colonne sonore per opere teatrali, video, installazioni artistiche e film, alcuni dei quali di Alessandro Benvenuti, Antonio Climati, Marco Mattolini e Marco Risi.
Nel 1987 Dami si interessò alla World Music, collaborando con musicisti africani, curdi e Indiani. Nel 1994 iniziò in particolare lavorò con la band indo-italiana Govinda per il loro primo album Selling India By the Libbra, producendo i pezzi Devotion e Transcendental Ecstasy. L'anno dopo avviò invece il primo Ambient Music Festival a Firenze all'Anfiteatro delle Cascine e nel 1996, con Nazar Abdulla e Rashmi Bhatt, fondò i The Third Planet, un complesso multietnico che mescolava musica tradizionale del Kurdistan, Algeria e India con suoni moderni. Pubblicarono due album, Kurdistani e The Third Planet, e tennero numerosi concerti in Italia.
Nel 1997 la sua collaborazione con Lapo Lombardi e Ranieri Cerelli portò al progetto Alkemya, realizzando un disco. Nel 2000 creò la sua etichetta discografica indipendente, Hot Elephant Music, che distribuì l'antologia Ha anche prodotto E.A.S.Y. vol.1 (Elephants Are Sometimes Young). Allo stesso tempo, lui e Ludus Pinsky (sempre Lombardi) diedero vita al duo Underwater Cafè e nel 2002 tornò a realizzare un'opera di musica elettronica pura, Oh no... Robotnick, in collaborazione con Max Durante. Si rivelò tuttavia un flop commerciale e di critica. Nello stesso anno pubblicò con i The Third Planet Melt in Time, con Nazar, Paolo Casu, Arup Kanti Das e Smail Kouider.
Nell'aprile del 2003 iniziò a fare il DJ, un'attività che non aveva mai preso in considerazione in precedenza, e in quella stessa estate lavorò con Kiko and The Hacker su Viens Chez Moi. Ad ottobre pubblicò Rare Robotnick's una raccolta di brani vecchi ed inediti. Nel febbraio 2005, con Ludus Pinsky fece Italcimenti - Under Construction e ad ottobre collaborò con gli olandesi Creme Organization, facendo uscire Krypta 1982 (Rare Robotnick's 2), un paio di 12" incluso un remix di Bangkok Impact.
Nel maggio 2007 distribuì un CD, My La(te)st Album, e nel marzo 2008 I'm getting lost in my brain, un album remix di quest'ultimo di Detroit Grand Pubahs, Kompute, Microthol, Robosonic, Lore J, Italcimenti e dello stesso Alexander Robotnick. Contemporaneamente remixò il singolo dei Little Boots Stuck On Repeat, pubblicato nel dicembre 2008.
Nel febbraio 2009 lui e Ludus Pinsky assemblarono i loro sintetizzatori personali per organizzare ed eseguire una sessione analogica. Con l'intenzione di ricreare il suono puramente analogico degli anni '70 e dei primi anni '80 che i due artisti considerano il vero "suono elettronico", pubblicarono il DVD + CD per la This Is Music LTD nel giugno 2010 The Analog Session. Nel marzo 2009 Robotnick solo aveva già fatto uscire per quest'ultima casa discografica Obsession For The Disco Freaks.

## Discografia

### Album
- 1984: Ce N'est Q'un Début
- 2003: Oh no... Robotnick!
- 2003: Rare Robotnick's
- 2005: Krypta 1982 (Rare Robotnick's Part 2)
- 2007: Problèmes D'amour all versions
- 2007: My La(te)st Album
- 2008: I'm Getting Lost in My Brain
- 2010: Fischio
- 2012:  Robotnick's Archives
- 2015: Music for an Imaginary Club (vol 1-9)
- 2019: The Four Seasons